# Trattato di Saragozza
Il trattato di Saragozza fu stipulato il 22 aprile 1529 dalle corone di Spagna e di Portogallo con lo scopo di decidere a quale regno spettasse il controllo delle isole Molucche. Il trattato precisò le zone d'influenza dei due regni: infatti in queste zone non era chiaro dove il meridiano stabilito dal trattato di Tordesillas del 1494 passasse e le due monarchie si contendevano il controllo delle isole. Col trattato di Saragozza si stabilì con precisione la divisione del globo.

## Antefatti

### La questione delle Molucche
Nel 1494 il Regno di Castiglia e il Regno del Portogallo avevano firmato il Trattato di Tordesillas, dividendo il mondo in due aree di esplorazione e colonizzazione lungo il meridiano nord-sud, 370 leghe (1 770 km) a ovest delle Isole di Capo Verde (al largo della costa del Senegal, nell'Africa occidentale), corrispondenti approssimativamente a 46° 37' O (questo meridiano veniva chiamato raya). Le terre a est di questa linea sarebbero appartenute al Portogallo e quelle a ovest alla Spagna.

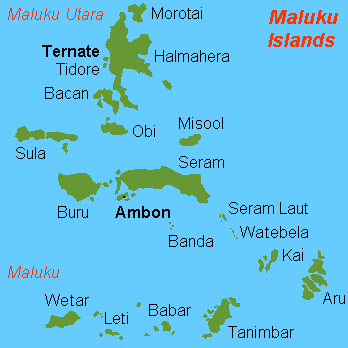
Carta delle isole Molucche

All'inizio del XVI secolo i Portoghesi avevano raggiunto le Indie orientali circumnavigando l'Africa e attraversando l'Oceano Indiano e nel 1511 avevano conquistato Malacca, il principale centro di distribuzione delle spezie provenienti dalle vicine isole Molucche, note come "isole delle spezie". Il controllo di queste isole era fondamentale essendo esse il luogo d'origine dell'intero commercio di spezie pregiate come chiodi di garofano, cannella e noce moscata. 
Dopo che la spedizione spagnola di Ferdinando Magellano arrivò alle Molucche nel 1520, il re Carlo I di Spagna avanzò le sue pretese sulle isole a discapito dei Portoghesi. Si aprì quindi una disputa tra Spagna e Portogallo per contendersi il controllo delle Isole delle spezie. L'unico modo per risolvere la questione e capire a quale delle due potenze spettasse il controllo delle isole era stabilire con esattezza l'antimeridiano di Tordesillas, impresa non facile date le non esatte conoscenze della circonferenza della terra dell'epoca.

### Le trattative di Badajoz-Elvas
Nel 1524 delegazioni di Spagna e Portogallo si incontrarono a Badajoz-Elvas, sul confine tra Spagna e Portogallo, per cercare di risolvere la questione. Delle due delegazioni facevano parte astronomi, cosmografi e navigatori con il compito di stabilire la posizione dell'antimeridiano e quindi decretare a chi spettasse il controllo delle Molucche. Della delegazione spagnola faceva parte anche il cartografo portoghese Diego Ribeiro, la cui conoscenza delle isole Molucche era tra le migliori, avendo avuto accesso privilegiato a informazioni sulle isole prima e dopo la spedizione di Magellano.  Le delegazioni si incontrarono diverse volte senza mai arrivare ad un accordo. Lo storico contemporaneo dell'epoca Pietro Martire d'Anghiera raccontò un aneddoto secondo cui, durante uno degli incontri, un ragazzino si fermò davanti alle delegazioni e, chiedendo sarcasticamente se intendevano dividere il mondo in due, si abbassò i pantaloni e mostrò loro le natiche.

## Il trattato
Agli inizi del 1528, Carlo inviò ambasciatori in Portogallo proponendo una rapida risoluzione della vertenza sulle Molucche, in cambio della neutralità portoghese nella guerra della Lega di Cognac contro i francesi. «I termini dell’accordo furono definiti dagli ambasciatori agli inizi del 1529 e il trattato di Saragozza, ratificato dalla Castiglia il 23 aprile 1529 e dai portoghesi otto settimane dopo, stabiliva che Carlo avrebbe rinunciato a ogni pretesa sulle Molucche in cambio di un sostanzioso compenso finanziario, e che qualsiasi castigliano scoperto a commerciare nella regione sarebbe stato punito.»
Secondo le clausole del trattato l'imperatore Carlo V accettò di vendere i suoi presunti diritti per 350.000 ducati e di rinunciare alle Molucche. Il trattato fissava inoltre la linea di demarcazione a 297,5 leghe ad est delle Molucche. Fu inserita una clausola che consentiva all'Imperatore di revocare il trattato in qualsiasi momento a patto che poi rimborsasse il Portogallo. 
Nel 1542, il trattato di Saragozza non impedì a Carlo V di colonizzare le isole Filippine, che tecnicamente si trovavano in territorio portoghese, ma il sovrano di Spagna riteneva che il Portogallo non avesse alcun interesse su di esse. Il suo tentativo tuttavia fallì, ma le isole sarebbero state conquistate anni più tardi, nel 1565, dal figlio di Carlo V, Filippo II. Come previsto dal padre, il Portogallo non mosse quasi alcuna opposizione.